# Archives nationales (Royaume-Uni)
Pour les articles homonymes, voir Archives nationales (homonymie).

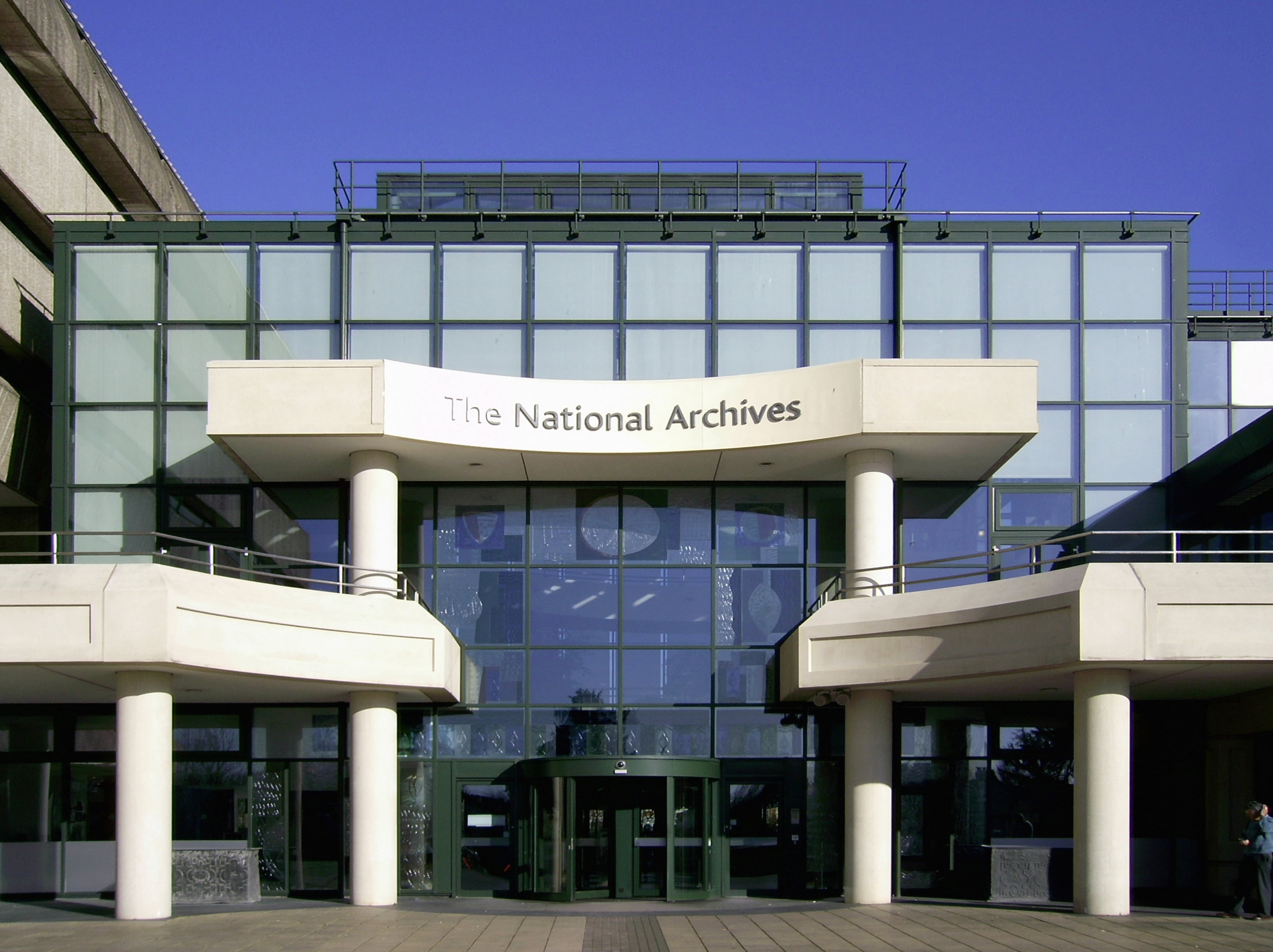
L'entrée des Archives Nationales du Royaume-Uni.

Les Archives nationales (en anglais The National Archives) sont une agence exécutive britannique créé en avril 2003 par la réunion de deux institutions plus anciennes : 
- le Public Record Office, fondé en 1838 pour être les Archives nationales à la fois du Royaume-Uni, de l'Angleterre et du Pays de Galles ;
- la Historical Manuscripts Commission (« Commission des manuscrits historiques »), chargée de recenser et de préserver les archives privées.

Leur siège est au sud-ouest de Londres, près des jardins botaniques royaux de Kew dans le district de Richmond upon Thames. Il est desservi par la station de métro Kew Gardens.